# Деппе, Фердинанд
Фердинанд Деппе (нем. Ferdinand Deppe; 1794, Берлин — 1861, Берлин) — немецкий путешественник, натуралист, художник, много лет проживший в Мексике.

## Биография
За участие в освободительной войне в 1813—1815 гг. был награждён Железным крестом 2-го класса. Затем он продолжил своё образование в садах Граца, Вены, Касселя и Мюнхена, чтобы потом продолжить свою садоводческую деятельность в Берлине. Старший брат Фердинанда Вильгельм Деппе работал в Берлинском Зоологическом музее (ныне Музей естествознания) в качестве регистратора.

## Экспедиции
В экспедиции в Центральную Америку участвовали барон Альберт фон Зак, (инициатор и попечитель экспедиции), его слуга, который умер после прибытия в Центральную Америку от жёлтой лихорадки, сотрудник Зоологического музея Берлина Геберляйн, который прежде путешествовал в Колумбию, и Деппе. Барон фон Зак намеревался остаться по октябрь 1825 года в Мехико и оттуда начать исследование Гватемалы, Никарагуа, а затем, начиная с первого квартала 1826 года, Колумбию, Чили и Перу.

### Экспедиция в Мексику
Деппе отправился в октябре 1824 года из Англии через Ямайку в Мексику и прибыл в середине ноября 1824 года в Альварадо. Экспедиция Деппе началась в середине декабря 1824 года и закончилась отправкой морем большей части коллекции в Германию и его отъездом из Мексики в марте—апреле 1827 года и дальнейшей поездкой в Калифорнию.
С 1828 по 1830 годы он вместе с Кристианом Юлием Вильгельмом Шиде исследовал штат Веракрус с намерением продать находки. Дидерих Франц Леонард фон Шлехтендаль описал растения из их коллекций. Незадолго до конца экспедиции он обнаружил между 1 и 3 сентября 1826 года между городами Теуакан и Teotepec неизвестные виды паслёна и кактусов.
В 1828 году Деппе нарисовал эскиз «San Gabriel Mission» (Калифорния), который затем перенёс в 1832 году масляными красками на холст. Эта первая картина, появившаяся в результате многочисленных калифорнийских миссий, находится сегодня в библиотеке Santa Barbara Mission Archive Library.

### Экспедиция в Калифорнию
В Калифорнии в 1832—1837 годах Деппе собирал коллекции птиц, растений и раковин. Международное значение имеет коллекция собранных им в 1836 году корзин, принадлежащих жившим в Калифорнии индейцам, которая находится в Этнологическом музее в Берлине.

### Экспедиция на Гавайи
В 1837 году Деппе собрал 3 экземпляра мохо-оаху на холмах острова Оаху: последнее доказательство существования птицы, впервые описанной Джоном Гульдом в 1860 году.

## Заслуги
Деппе впервые описал род птиц траурные трупиалы (Dives), а также виды птиц Thraupis abbas, Amazilia beryllina, Amblycercus holosericeus, Basileuterus culicivorus, Rhodothraupis celaeno, Buteogallus anthracinus, Campylopterus curvipennis, Elaenia mesoleuca, Dives dives, Campylopterus hemileucurus.
После возвращения на родину работал в королевском саду в Потсдаме. В 1953 году были изданы путевые записки Деппе, которые он вёл во время путешествия по Калифорнии в 1837 году.
Иоганн Якоб Геккель назвал в честь Деппе цихлиду Herichthys deppii, а Вильгельм Петерс белку. Кислица четырёхлистная (Oxalis deppei) также известна как кислица Деппе.

## Семья
Брат — Вильгельм Деппе (вариант имени Pierre Guillaume Deppe), также описавший несколько видов птиц, новых для науки.